# Organognathus victori
Organognathus victori är en mångfotingart som beskrevs av Demange 1961. Organognathus victori ingår i släktet Organognathus och familjen Harpagophoridae. Inga underarter finns listade i Catalogue of Life.